# Agnes Osazuwa
Agnes Osazuwa, född den 26 juni 1989 är en friidrottare från Nigeria som tävlar i kortdistanslöpning.
Osazuwa deltog vid Olympiska sommarspelen 2008 i det nigerianska stafettlaget över 4 x 100 meter i försöket. Inför finalen bytes hon ut men då laget slutade på tredje plats erhöll även hon en bronsmedalj.

## Personliga rekord
- 100 meter - 11,35